# APPN
APPN(Advanced Peer to Peer Networking)은 IBM이 제공하는 시스템 네트워크 아키텍처(SNA)의 확장이다.
다음과 같은 기능을 포함하고 있다.
- 네트워크 분배 제어
- 쉬운 접속, 다시 구성, 방향 지정 등을 위해 네트워크 정보의 동적 교환
- 네트워크 자원의 동적 정의
- 자동화된 자원 등록 및 디렉터리 탐색

## 참조
- APPN